# Norris Arm
Norris Arm is een gemeente (town) in de Canadese provincie Newfoundland en Labrador. De gemeente ligt aan een zijarm van de Bay of Exploits aan de noordkust van het eiland Newfoundland.

## Geografie
De gemeente ligt aan provinciale route 351, vlak bij de Trans-Canada Highway, en grenst in het zuidwesten aan de plaats Rattling Brook.

## Demografie
Demografisch gezien is Norris Arm, net zoals de meeste kleine dorpen op Newfoundland, aan het krimpen. Tussen 1991 en 2021 daalde de bevolkingsomvang van 1.089 naar 708, ondanks een periode van groei tussen 2001 en 2006. Dat komt neer op een daling van 381 inwoners (-35,0%) in dertig jaar tijd.
| Demografische ontwikkeling van Norris Arm tussen 1991 en 2021   |
| --------------------------------------------------------------- |
|                                                                 |
| Bron: Statistics Canada (1991–1996, 2001–2006, 2011–2016, 2021) |

## Vuilnisbelt
De gemeente is bekend vanwege de enorme vuilnisbelt en recyclagecentrale die zich er bevindt. De site is de eindbestemming voor een groot deel van het afval uit centraal en westelijk Newfoundland en is een van de slechts twee grote en moderne regionale vuilnisbelten van het eiland. Bij deze site bevindt zich ook de hoofdzetel van het Central Regional Service Board.